# Jesús Miguel Rollán
Jesús Miguel Rollán (Madrid, 4. ožujka 1968. – La Garigga, 11. ožujka 2006.), bio je španjolski vaterpoliski vratar i španjolski reprezentativac.
Sudjelovao je na peterim Olimpijskim igarama, od 1988. do 2004.
Osvojio je srebrno odličje na OI 1992. u Barceloni i zlatnog na OI 1996. u Atlanti.
Bio je osobni prijatelj španjolske kraljevne Kristine Burbonske, i navodno ju je upoznao s njezinim budućim suprugom Iñakijem Urdangarinom.[nedostaje izvor]
Sklon depresijama, počinio je samoubojstvo 11. ožujka 2006.[nedostaje izvor]